# Casa del Cedro
La Casa del Cedro è un edificio di Milano, sito nel centro storico della città, immediatamente dietro l'abside della chiesa di San Marco, all'angolo di via Fatebenefratelli n.3 con via Cernaia n.2.

## Storia
L'edificio fu costruito su progetto dell'architetto Giulio Minoletti, con la collaborazione dell'ingegnere Giuseppe Chiodi e dell'architetto Ele Martelli.

### Testi di approfondimento
- Italo Milani, Casa del Cedro a Milano, in Edilizia Moderna, n. 51, dicembre 1953,  pp. 63-66, ISSN 0013-0885 (WC · ACNP).
- Piero Bottoni, Palazzo per abitazioni, in Antologia di Edifici moderni in Milano, Milano, Editoriale Domus, 1990  [1954],  pp. 110-113, ISBN non esistente, SBN RMS0160517.
- Roberto Aloi, Nuove architetture a Milano, Milano, Hoepli, 1959,  pp. 360-362, ISBN non esistente, SBN SBL0503122.
- Architetti italiani: Minoletti, Milano, Milano Moderna, 1959,  pp. 48-49, ISBN non esistente, SBN LO10262830.
- (IT, EN) Orsina Simona Pierini e Alessandro Isastia, Case milanesi 1923-1973. Cinquant'anni di architettura residenziale a Milano, fotografie di Stefano Topuntoli, Milano, Hoepli, 2017,  pp. 270-273, ISBN 978-88-203-8091-5.